# 大島直子
大島 直子（おおしま なおこ、1980年 - ）は、新潟テレビ21のアナウンサー。

## 人物
- 新潟県十日町市出身。
- 山羊座、O型。
- 入社以前は10年間県外に在住し、NHK青森放送局に契約キャスターとして勤務していた。
- 2008年4月、新潟テレビ21にアナウンサーとして入社。先輩である三河かおりもNHK出身者だが、同局のアナウンサーとしては2人目となる。
- 座右の銘はど根性なおこ。特技は挑戦、質問攻撃。

## 担当番組

### 新潟テレビ21
- UXニュース
- スーパーJチャンネルにいがた
- レクスタ発昼どきキンコンカン
- 朝だ!生です旅サラダ
- まるどりっ！

### NHK青森放送局
- あっぷるワイド